# La Trinité-Surzur
La Trinité-Surzur [la tʁinite syʁzyʁ] est une commune française, située dans le département du Morbihan en région Bretagne.

## Toponymie
Son nom breton est An Drinded-Surzhur, ou localement An Drinded, prononcé [ən dʁinˈdɛt], francisé en La Trinité-Surzur.
La Trinité lieu consacré à la Sainte Trinité de la religion chrétienne.
L'origine de ce toponyme proviendrait de l'évolution d'un anthroponyme romain artorius.
Un des anciens noms était Trinité de la Lande.

## Géographie

### Situation
|        | Theix             |         |
|        | La trinité-Surzur | Lauzach |
| Surzur |                   |         |

### Hydrographie
Pour un article plus général, voir Réseau hydrographique du Morbihan.
La commune est située dans le bassin Loire-Bretagne. Elle est drainée par le Pont Bugat,.

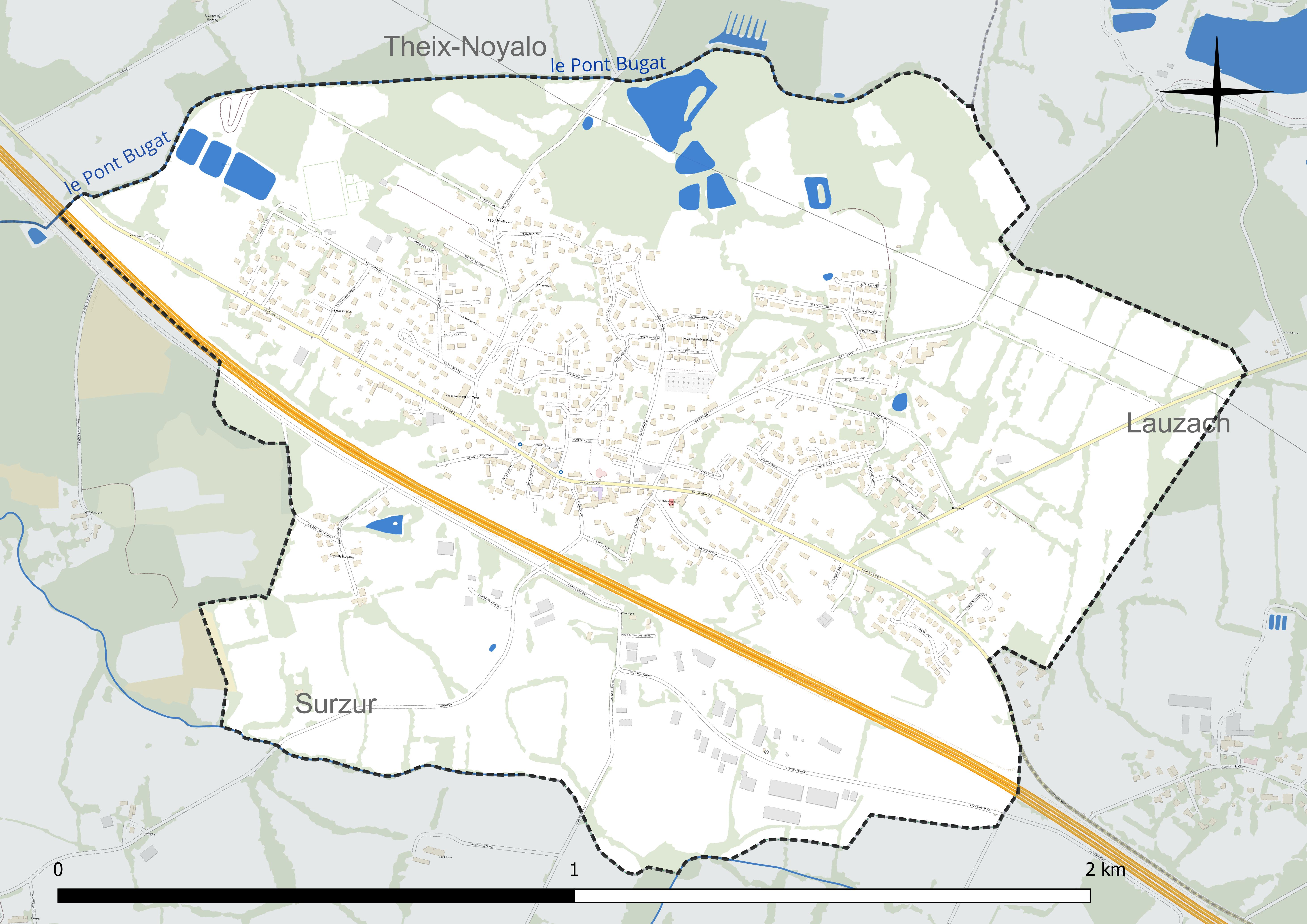
Réseau hydrographique de la Trinité-Surzur.

### Climat
Pour des articles plus généraux, voir Climat de la Bretagne et Climat du Morbihan.
En 2010, le climat de la commune est de type climat océanique franc, selon une étude du CNRS s'appuyant sur une série de données couvrant la période 1971-2000. En 2020, Météo-France publie une typologie des climats de la France métropolitaine dans laquelle la commune est exposée à un climat océanique et est dans la région climatique  Bretagne orientale et méridionale, Pays nantais, Vendée, caractérisée par une faible pluviométrie en été et une bonne insolation. Parallèlement l'observatoire de l'environnement en Bretagne publie en 2020 un zonage climatique de la région Bretagne, s'appuyant sur des données de Météo-France de 2009. La commune est, selon ce zonage, dans la zone « Intérieur  », exposée à un climat médian, à dominante océanique.  
Pour la période 1971-2000, la température annuelle moyenne est de 12 °C, avec une amplitude thermique annuelle de 12,1 °C. Le cumul annuel moyen de précipitations est de 845 mm, avec 12,7 jours de précipitations en janvier et 6,3 jours en juillet. Pour la période 1991-2020, la température moyenne annuelle observée sur la station météorologique la plus proche, située sur la commune de Billiers à 11 km à vol d'oiseau, est de 12,4 °C et le cumul annuel moyen de précipitations est de 839,9 mm,. Pour l'avenir, les paramètres climatiques de la commune estimés pour 2050 selon différents scénarios d’émission de gaz à effet de serre sont consultables sur un site dédié publié par Météo-France en novembre 2022.

## Urbanisme

### Typologie
Au 1er janvier 2024, La Trinité-Surzur est catégorisée bourg rural, selon la nouvelle grille communale de densité à sept niveaux définie par l'Insee en 2022.
Elle est située hors unité urbaine. Par ailleurs la commune fait partie de l'aire d'attraction de Vannes, dont elle est une commune de la couronne,. Cette aire, qui regroupe 47 communes, est catégorisée dans les aires de 50 000 à moins de 200 000 habitants,.

### Occupation des sols
L'occupation des sols de la commune, telle qu'elle ressort de la base de données européenne d’occupation biophysique des sols Corine Land Cover (CLC), est marquée par l'importance des territoires agricoles (60,2 % en 2018), en diminution par rapport à 1990 (72,7 %). La répartition détaillée en 2018 est la suivante : 
zones agricoles hétérogènes (44,4 %), zones urbanisées (39,8 %), terres arables (14,9 %), prairies (0,8 %). L'évolution de l’occupation des sols de la commune et de ses infrastructures peut être observée sur les différentes représentations cartographiques du territoire : la carte de Cassini (XVIIIe siècle), la carte d'état-major (1820-1866) et les cartes ou photos aériennes de l'IGN pour la période actuelle (1950 à aujourd'hui).

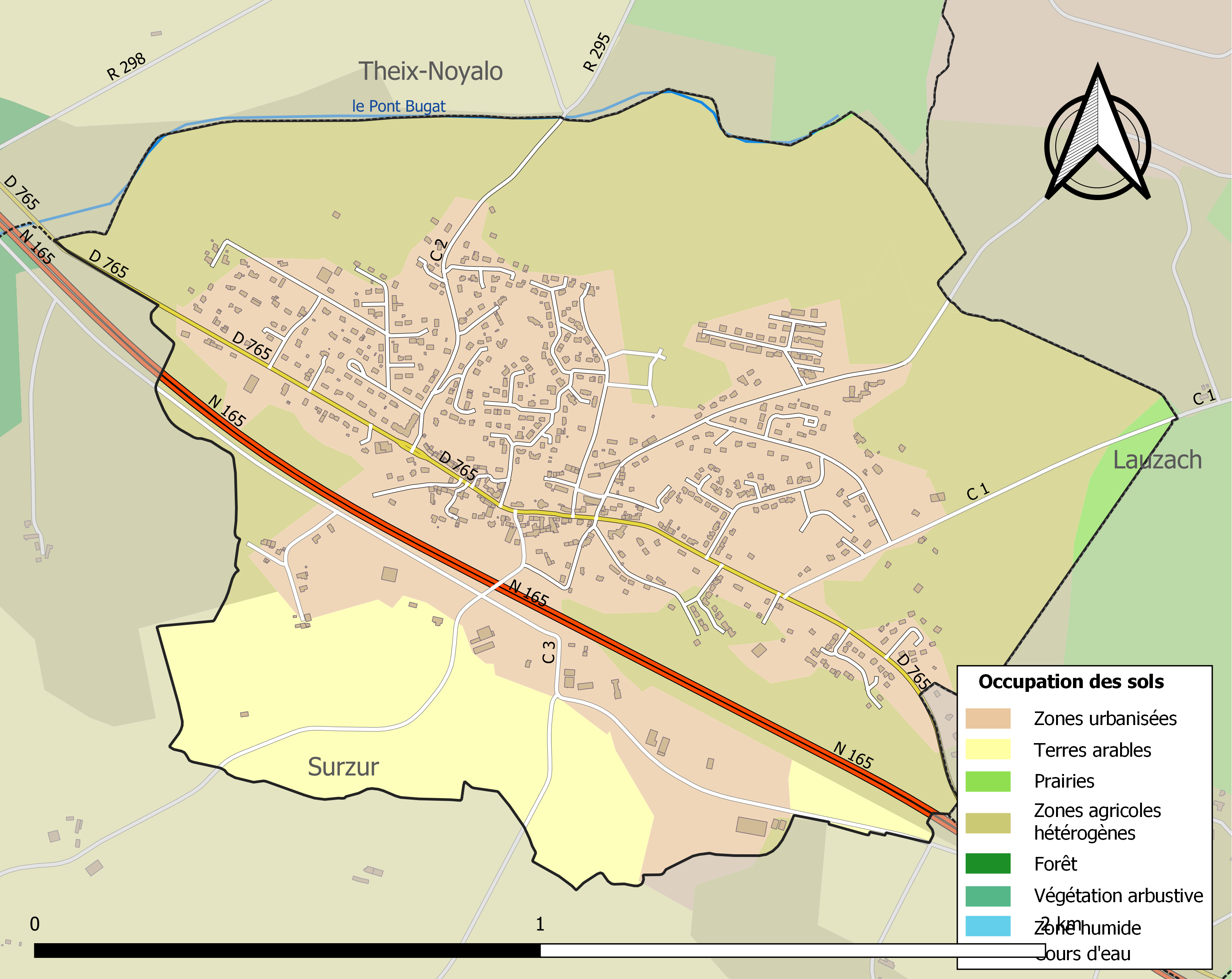
Carte des infrastructures et de l'occupation des sols de la commune en 2018 (CLC).

## Politique et administration
| Période                                  | Période                  | Identité         | Étiquette | Qualité |
| ---------------------------------------- | ------------------------ | ---------------- | --------- | --- |
| Les données manquantes sont à compléter. |                          |                  |           | |
| ca. 1959                                 |                          | Louis Le Gallic  |           | |
| 1967                                     | 1981                     | Louis Le Gentil  |           | |
| Les données manquantes sont à compléter. |                          |                  |           | |
| mars 1989                                | avril 1991 (démission)   | Jean-Paul Alliot |           | |
| avril 1991                               | octobre 1997 (démission) | René Chérel      |           | |
| octobre 1997                             | 16 mars 2001             | Jean-Paul Alliot |           | Ancien premier adjoint |
| 16 mars 2001                             | 25 mai 2020              | Lucien Ménahès   | DVD       | Expert en assurances, ancien officier de marine - Maire honoraire 2e vice-président de Vannes agglo (2014 → 2016) 4e vice-président de Golfe du Morbihan - Vannes Agglomération (2017 → 2020) |
| 25 mai 2020                              | En cours                 | Vincent Rossi    |           | Cadre commercial, ancien premier adjoint |

## Démographie
L'évolution du nombre d'habitants est connue à travers les recensements de la population effectués dans la commune depuis 1793. Pour les communes de moins de 10 000 habitants, une enquête de recensement portant sur toute la population est réalisée tous les cinq ans, les populations de référence des années intermédiaires étant quant à elles estimées par interpolation ou extrapolation. Pour la commune, le premier recensement exhaustif entrant dans le cadre du nouveau dispositif a été réalisé en 2007.

En 2022, la commune comptait 1 699 habitants, en évolution de +8,7 % par rapport à 2016 (Morbihan : +3,82 %, France hors Mayotte : +2,11 %).
| 1793 | 1800 | 1806 | 1821 | 1831 | 1836 | 1841 | 1846 | 1851 |
| ---- | ---- | ---- | ---- | ---- | ---- | ---- | ---- | ---- |
| 300  | 175  | 235  | 241  | 241  | 281  | 272  | 283  | 268  |

| 1856 | 1861 | 1866 | 1872 | 1876 | 1881 | 1886 | 1891 | 1896 |
| ---- | ---- | ---- | ---- | ---- | ---- | ---- | ---- | ---- |
| 270  | 293  | 300  | 290  | 286  | 285  | 290  | 334  | 302  |

| 1901 | 1906 | 1911 | 1921 | 1926 | 1931 | 1936 | 1946 | 1954 |
| ---- | ---- | ---- | ---- | ---- | ---- | ---- | ---- | ---- |
| 322  | 414  | 314  | 285  | 280  | 289  | 282  | 254  | 252  |

| 1962 | 1968 | 1975 | 1982 | 1990 | 1999 | 2006 | 2007  | 2012  |
| ---- | ---- | ---- | ---- | ---- | ---- | ---- | ----- | ----- |
| 261  | 289  | 336  | 383  | 583  | 571  | 958  | 1 013 | 1 396 |

| 2017  | 2022  | - | - | - | - | - | - | - |
| ----- | ----- | - | - | - | - | - | - | - |
| 1 611 | 1 699 | - | - | - | - | - | - | - |

## Culture et patrimoine

### Langue bretonne
L’adhésion à la charte Ya d’ar brezhoneg a été votée par le conseil municipal le 12 septembre 2014.

### Lieux et monuments
- La fontaine Saint-Servais.
- L'église Saint-Servais.